# Natalia Campos
Pour les articles homonymes, voir Campos.
Natalia Carolina Campos Fernández, née le 12 janvier 1992 à Las Condes au Chili, est une joueuse internationale chilienne de football évoluant au poste de gardienne de but à l'Unión Española.

## Biographie
Né à Las Condes au Chili, Natalia Campos commence sa carrière dans le club de l'Universidad Catolica à l'âge de 17 ans. Elle rejoint la Fundacion Albacete en deuxième division espagnole en 2019 puis retourne au Chili, à l'Universidad de Chile en 2021.
Elle évolue en équipe du Chili féminine de football depuis 2014, bien qu'elle fasse partie du groupe chilien terminant troisième du Sudamericano Femenino 2010, où elle ne joue aucun match. Elle remporte la Copa América féminine 2014, est finaliste de la Copa América féminine 2018 et joue le premier tour de la Coupe du monde féminine de football 2019 et du tournoi féminin de football aux Jeux olympiques d'été de 2020.